# Dafu
Dafu (kinesiska: 大浮, 大浮镇) är en köping i Kina. Den ligger i provinsen Jiangsu, i den östra delen av landet, omkring 150 kilometer sydost om provinshuvudstaden Nanjing. Dafu ligger vid sjön Wuli Hu.
Genomsnittlig årsnederbörd är 1 613 millimeter. Den regnigaste månaden är augusti, med i genomsnitt 234 mm nederbörd, och den torraste är januari, med 55 mm nederbörd.